# Maculinea subtusbrunea
Maculinea subtusbrunea är en fjärilsart som beskrevs av Beuret 1964. Maculinea subtusbrunea ingår i släktet Maculinea och familjen juvelvingar. Inga underarter finns listade i Catalogue of Life.